# Georges Furnière
Georges Furnière (* 5. Januar 1926 in Ingoiigem, Provinz Westflandern; † 29. Mai 1990 in Kortrijk) war ein belgischer Radrennfahrer und nationaler Meister im Radsport.

## Sportliche Laufbahn
1946 siegte er auf einer Etappe der Belgien-Rundfahrt für Unabhängige. Von 1950 bis 1960 war er als Berufsfahrer aktiv. 1953 wurde er nationaler Meister im Querfeldeinrennen vor Roger De Clercq. Bei den UCI-Weltmeisterschaften im Querfeldeinrennen 1954 wurde er beim Sieg von Andrè Dufraisse Vierter.